# Helwan
Helwan (Arabisch: حلوان; "zoete bronnen"), ook gespeld als Hilwan, Hulwan of Holwan, is een stad in Egypte en de hoofdplaats van het voormalige gouvernement Helwan die sinds april 2008 bij het gouvernement Caïro hoort. De stad ligt aan de Nijl, tegenover de ruïnes van Memphis en geldt als voorstad van Caïro. Volgens de officiële schatting van 2023 heeft Helwan 560.070 inwoners.

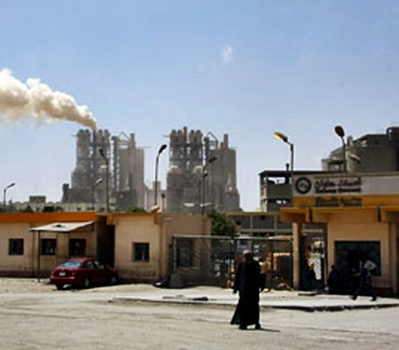
Cementfabriek in Helwan
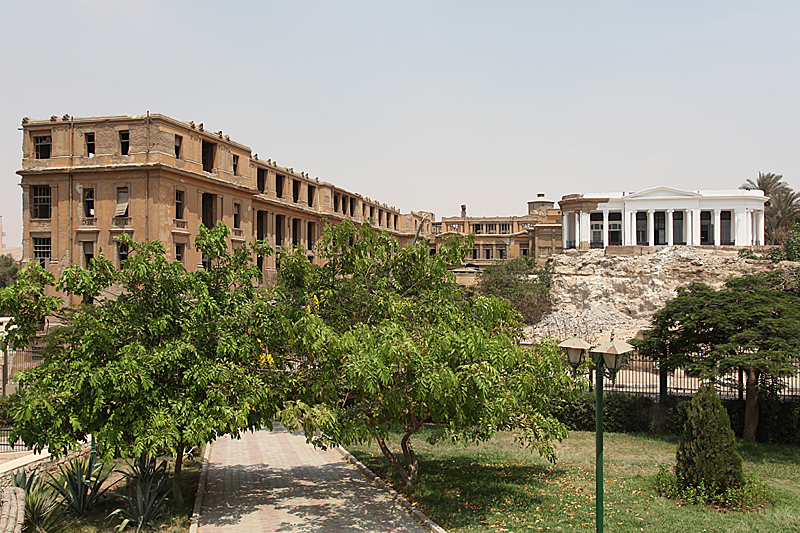
Paleis van koning Faruq
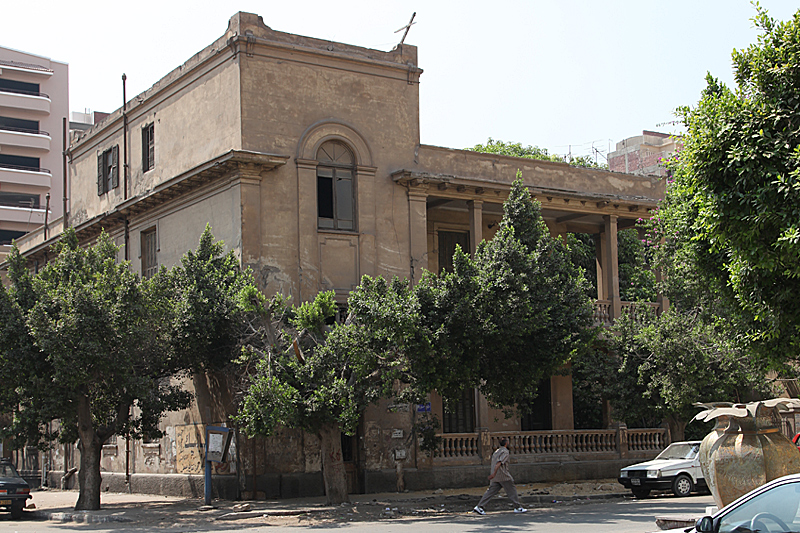
Oude villa in Helwan

## Geschiedenis
Gedurende het eerste deel van de 20e eeuw was de Britse luchtmachtbasis RAF Helwan hier gevestigd, die later werd overgenomen door de Egyptische luchtmacht.
Helwan was aanvankelijk een zuidelijke buitenwijk van Caïro, maar in april 2008 werd een groot deel van de buitenwijken, nieuwe wijken en plattelandsdorpen ten zuiden van Caïro, afgesplitst van het gouvernement Caïro als het gouvernement Helwan, waarvan Helwan de hoofdplaats werd. Tot de stad zelf behoren districten als Wadi Hof, Hadayek Helwan en Maasara.

## Economie en transport
De industrie van Helwan omvat zware industrie met de verwerking van ijzer, staal, textiel en cement en heeft ook een grote energiecentrale. De plaats vormt het eindstation van metrolijn 1 van de metro van Caïro en heeft een weg- en treinverbinding over de Nijl met Saqqara.

## Voorzieningen en bezienswaardigheden
Bij de stad liggen onder andere hete zwavelbronnen (waarbij tot begin 20e eeuw kuuroorden waren gevestigd), de Universiteit van Helwan (opgericht in 1975), de oudste graven van Egypte (20 stuks, ca. 5000 v.Chr.; waarvan enkele lijkend op die van Göbekli Tepe), een in 1946 ontdekte grafkamer en tussen 1903 en 1904 werd hier de kedivische sterrenwacht gebouwd, die werd gebruikt voor de observatie van de komeet Halley. In de stad werd in 1939 de eerste particuliere psychiatrische kliniek van Egypte gebouwd, die nog altijd de grootste van Egypte is. 

## Geboren
- Hossam Hassan (1966), Egyptisch voetballer